# ژولین تودیک
جولین تودیک (انگلیسی: Julien Toudic؛ زادهٔ ۱۹ دسامبر ۱۹۸۵) بازیکن فوتبال اهل فرانسه است.
از باشگاه‌هایی که در آن بازی کرده‌است می‌توان به باشگاه فوتبال لانس، باشگاه فوتبال کان، باشگاه فوتبال استاد رنس، باشگاه فوتبال آژاکسیو، و باشگاه فوتبال زولته وارخم اشاره کرد.